# Федеральное агентство по атомной энергии

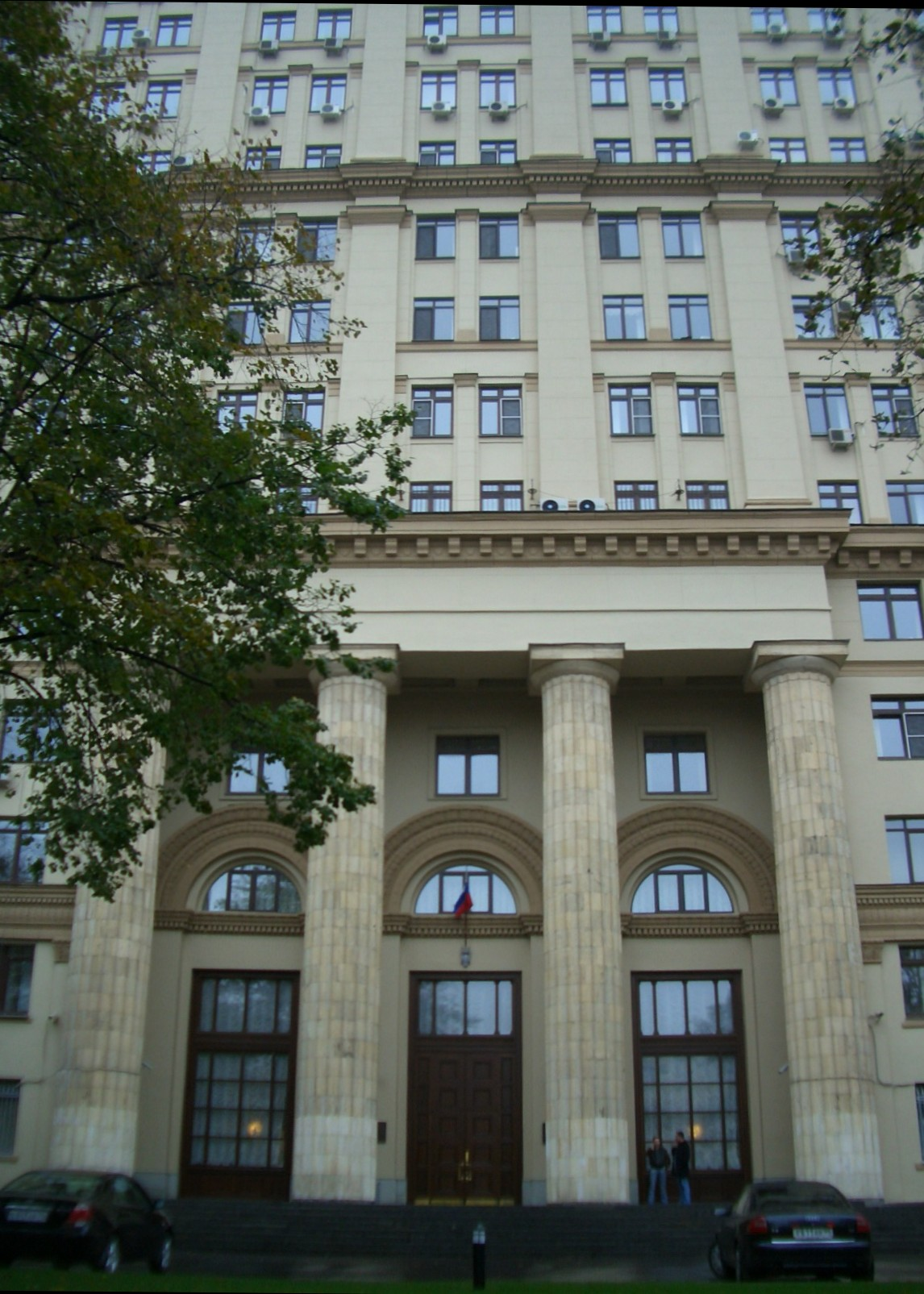
Здание Федерального агентства по атомной энергии (Москва, ул. Большая Ордынка 24/26)

Федеральное агентство по атомной энергии (Росатом) — в 2004—2008 годах федеральный орган исполнительной власти России, осуществлявший функции по управлению атомной отраслью промышленности России. Основано 9 марта 2004 года указом Президента России № 314 «О системе и структуре федеральных органов исполнительной власти» на базе упразднённого Министерства Российской Федерации по атомной энергии.
Подчинялось непосредственно Правительству. Во времена существования СССР министерство, правопреемником которого можно считать Росатом, в целях секретности носило название Министерства среднего машиностроения СССР.
«Росатому» были подведомственны:
- научные центры и институты,
- предприятия ядерно-оружейного цикла,
- ОАО «Концерн Росэнергоатом» (объединяет атомные электростанции России),
- ФГУП «Техснабэкспорт» (экспорт ядерных материалов и топлива),
- АО АСЭ (строительство АЭС за рубежом)
- ОАО «ТВЭЛ» (производство ядерного топлива).

«ТВЭЛ» владеет:
- добывающими уран предприятиями (Приаргунское горно-химическое объединение и др.),
- производителями ядерного топлива («Машзавод» в городе Электростали и др.)
- рядом инфраструктурных предприятий.

Последним руководителем агентства являлся Сергей Кириенко. С марта 1998 по март 2001 агентство возглавлял Евгений Адамов, ставший фигурантом скандала в связи с задержанием в мае 2005 в Швейцарии по запросу США.
В 2007 году между ректоратом Нижегородского государственного технического университета и Росатомом достигнута договоренность о том, что техуниверситет станет базовым вузом по подготовке специалистов по разработке и эксплуатации плавучих АЭС.
В октябре 2007 года Президент России Владимир Путин внёс в Госдуму проект федерального закона «О Государственной корпорации по атомной энергии "Росатом"». 
Госкорпорация создается путём реорганизации Федерального агентства по атомной энергии (Росатом) и будет носить то же название.
1 декабря 2007 года  были подписаны Федеральные законы № 317-ФЗ «О Государственной корпорации по атомной энергии "Росатом"»   и № 318-ФЗ
«О внесении изменений в отдельные законодательные акты Российской Федерации в связи с принятием Федерального закона "О Государственной корпорации по атомной энергии "Росатом"» 
Агентство упразднено Указом Президента Российской Федерации от 20 марта 2008 года № 369 «О мерах по созданию Государственной корпорации по атомной энергии "Росатом"» 